# Wilhelm Brandes (Schriftsteller)

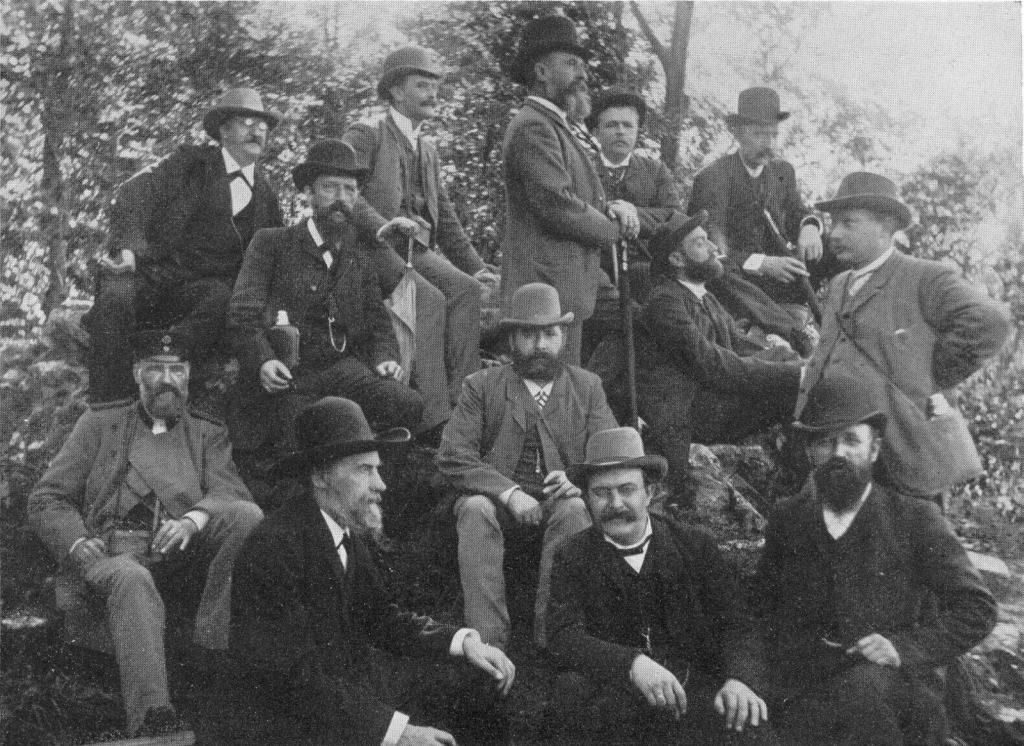
Die ehrlichen Kleiderseller zu Braunschweig am 21. September 1890: Unterste Reihe: Wilhelm Raabe, Wilhelm Brandes, Heinrich Büssing.

Wilhelm Brandes (* 21. Juli 1854 in Braunlage; † 6. Februar 1928 in Wolfenbüttel) war ein deutscher Schriftsteller und Altphilologe. Er war enger Freund und Biograph Wilhelm Raabes.

## Leben
Der Sohn eines Harzer Revierförsters besuchte ab 1864 das Martino-Katharineum in Braunschweig. Er studierte ab 1872 an der Universität Göttingen klassische Philologie und wurde 1876 an der Leipziger Universität zum Dr. phil. promoviert. Er wurde während des Studiums Mitglied des Klassisch-Philologischen Vereins Leipzig im Naumburger Kartellverband. Anschließend unterrichtete er an seiner alten Schule in Braunschweig und las zusätzlich zwischen 1889 und 1896 an der TH Braunschweig über deutsche Literatur.
Anfang der 1880er Jahre traf Brandes den seit 1870 in Braunschweig lebenden Dichter Wilhelm Raabe, dessen Freund und Vertrauter er wurde. Im geselligen Kreis der sich um Raabe versammelnden Kleiderseller wirkte er als „Barde Brandanus“ mit dem Vortrag humoristischer Balladen.
Im Jahre 1893 wurde Brandes Leiter des Gymnasiums in Wolfenbüttel, wobei er weiter engen Kontakt zu Raabe hatte. Zu dessen Trauerfeier 1910 hielt Brandes die Gedenkrede. 1911 gründete er zusammen mit mehreren Braunschweiger Honoratioren die „Gesellschaft der Freunde Wilhelm Raabes“. Brandes wurde 1921 pensioniert und starb 1928 in Wolfenbüttel. Seine Tochter Käthe war verheiratet mit dem Wolfenbütteler Historiker und Archivdirektor Hermann Voges.
Nach ihm ist eine Straße in Wolfenbüttel benannt. Im Bremerhavener Stadtteil Geestemünde in der Nähe der Wilhelm-Raabe-Schule wurde ebenfalls eine Straße nach Brandes benannt.

## Werke (Auswahl)
Im Jahre 1901 erschien die Biographie Wilhelm Raabe, Sieben Kapitel zum Verständnis und zur Würdigung des Dichters. 1912 gab er aus dem Nachlass Raabes Gedichte heraus und war 1913 bis 1916 an der ersten Gesamtausgabe von Raabes Werken in 18 Bänden beteiligt.
- Über das frühchristliche Gedicht "Laudes domini" : nebst einem Excurse: Die Zerstörung von Autum unter Claudius II. Meyer, Braunschweig 1887 (Online)
- Balladen. J. G. Cotta, Stuttgart 1908; G. Kallmeyer, Wolfenbüttel 1927, DNB 573895147.
- Vor fünfzig Jahren in einem braunschweigischen Forsthause. Kindheitserinnerungen. J. Zwissler, Wolfenbüttel 1924, DNB 573895155.
- Braunschweigs Anteil an der Entwicklung der deutschen Literatur. J. Zwissler, Wolfenbüttel 1924, DNB 573895139.